# Per-Samuelstjärnarna
Per-Samuelstjärnarna är varandra näraliggande sjöar i Örnsköldsviks kommun i Ångermanland som ingår i Moälvens huvudavrinningsområde:
- Per-Samuelstjärnarna (västra), sjö i Örnsköldsviks kommun, 63°31′28″N 17°30′06″Ö / 63.5245°N 17.5016°Ö
- Per-Samuelstjärnarna (östra), sjö i Örnsköldsviks kommun, 63°31′29″N 17°30′31″Ö / 63.5248°N 17.5087°Ö